# 酒泉竹軒
酒泉 竹軒（さかいずみ ちくけん）は江戸時代の儒学者。筑前国福岡出身。水戸藩彰考館総裁。酒泉氏始祖。『大日本史』編纂者の一人。書道、篆刻、中国語にも通じた。

## 経歴

### 遊学
承応3年（1654年）筑前国警固に浪人堤正直の2男1女の子として生まれた。6歳で父と死別し、母栗野氏に育てられた。9歳で平田某に書を学んだ。
寛文10年（1670年）江戸に出て、前橋藩酒井忠清・藤堂和泉守等と接触した。
延宝5年（1677年）頃長崎に出て唐通事本木家に滞在し、病気の治療を受けつつ、周麟に書道を学んで同門今井元昌と交流し、清人に中国語・唐様書道を学び、唐通事彭城仁左衛門・仁右衛門、深見玄岱等と交流した。
数年後京都に上り、貞享2年（1685年）4月9日小河茂介成材の紹介で伊藤仁斎に入門したが、師は多忙で、生活の見通しも立たなかったため、貞享3年（1686年）5月今井元昌と相談して江戸に出て、壬生藩三浦明敬に出仕した。村松藩堀直利、鳥羽藩土井利益からも誘いがあったが、小藩のため断った。

### 水戸藩出仕
元禄2年（1689年）今井元昌が水戸藩に出仕したのに続き、元禄4年（1691年）9月15日佐々宗淳の推薦で水戸藩彰考館右筆となり、『大日本史』編纂に加わり、六国史を講読した。元禄8年（1695年）12月26日大番組に入った。
元禄9年（1696年）9月5日から11月5日まで西山荘で徳川光圀に近侍し、『洪武正韻』研究を命じられ、『洪武聚分韻』編纂に着手した。
元禄11年（1698年）1月25日水戸彰考館設置に伴い水戸に赴任し、元禄12年（1699年）7月28日総裁となった。元禄13年（1700年）12月1日小納戸役。同月光圀が死去し、元禄14年（1701年）『義公行実』編纂に関わった。元禄15年（1702年）11月通称を彦左衛門から彦大夫に改めた。
宝永4年（1707年）2月28日江戸彰考館総裁となり、宝永5年（1708年）1月11日小姓頭を兼ねた。宝永7年（1710年）9月徳川綱吉死去を受けて常憲院霊廟の銅灯を手配した。正徳元年（1711年）朝鮮通信使の応接に関わった。正徳5年（1715年）『大日本史』本紀・列伝が完成すると、志類と本紀・列伝続編（北朝分）の編纂を建白したが、打越樸斎・神代鶴洞・藤田東湖等の反対に遭った。

### 死去
享保2年（1717年）1月16日徳川綱条への講経を終えた直後、中風で倒れ、左半身が麻痺した。数日後小石川馬場火事で自宅を焼け出され、中里村に避難した。
享保3年（1718年）5月25日小石川壱岐坂の自邸千秋室で死去し、27日伝通院末見樹院に葬られた。享保9年（1724年）11月養子輝により墓が建てられた。
大正4年（1915年）、正五位を追贈された。

## 著書
- 「江都聞見録」 - 寛文10年（1670年）江戸に出た時の見聞記[24]。
- 『竹軒遺集』[17] – 享保年間成立[25]。
- 『竹軒外集』 - 享保年間成立[26]。
- 『竹軒遺稿』 - 明治24年（1891年）酒泉彦太郎編[27]。
  - 「言志集」 – 元禄元年（1688年）成立[28]。
  - 「象奎知源録」 - 長崎時代の作。漢字の書体の由来を検討する[29]。
  - 「明語要録」 - 長崎時代の作。中国語の単語帳[9]。
  - 「助語考」 - 長崎時代の作。中国語の助辞の用例集[4]。
  - 「達而和名」 - 京都時代の作。中国語の単語を検討して、日本語での用例と比較する[4]。
  - 「巳年中留書」 - 正徳3年（1713年）成立[30]。
- 「犬吠集」[31]
- 「切磋集」[32]
- 「二十二社奉幣考」[33]

『大日本史』では列伝のうち平敦盛・経盛、平清盛、伊東祐親・祐清・祐経、平将門・藤原純友分を自撰した。

## 門人
- 中島通軒[35]

## 家族
先祖は肥前国松浦郡出身で、源姓堤氏を称した。
- 曽祖父：堤大隅守 – 幼名は泉次郎[2]。肥後国に移った[2]。
- 祖父：堤大隅[2]
- 父：堤徳左衛門正直 – 号は恵山[2]・宗春[3]。筑前国に移った[2]。
- 母：栗野氏[2] – 元禄10年（1697年）病没[21]。
- 弟：堤藤三郎勝久 – 祖母の実家池田氏を継いだ[17]。
- 先妻：馬瀬氏[2]
- 後妻：吉川氏[2]
- 子：石(?)松 – 9歳で没[2]。
- 娘3人 - 皆夭折した[2]。
- 養子：酒泉文蔵輝 – 弟勝久の子[17]。